# Pseudanthias caudalis
Pseudanthias caudalis es una especie de peces de la familia Serranidae en el orden de los Perciformes.

## Morfología
• Los machos pueden llegar alcanzar los 17 cm de longitud total.

## Hábitat
Es un pez  de mar y de clima templado.

## Distribución geográfica
Se encuentra en el Japón.